# 泰國國家石油股份
泰國國家石油股份有限公司（英語： 或 泰語：），簡稱泰國國家石油公司或PTT(ปตท.) ，前身為在1978年12月29日，以泰國石油局成立。
主要生產煉油、能源、化工、汽油等產品，其中在泰國灣燃氣最多，其股份自2001年12月於泰國證券交易所上市。
已被美國財富雜誌在2010年全球500強企業，排名第155位；2013年排名為81位。

## 外部連結
- 泰國國家石油股份有限公司